# 危險犯
危險犯（德語：Gefährdungsdelikt）是一種刑法的立法技術，指立法者為防止法益被侵害，因此設計不待實害結果發生、僅犯罪行為使保護法益陷入危險的狀態，罪行即宣告成立。危險犯乃相對於實害犯的概念，所保護的法益通常較為重大，因此常見於國家法益或社會法益（超個人法益）犯罪。

## 概說
基於「謙抑性原則」（或稱「最後手段性原則」），刑法一般只會在保護法益被侵害的實際結果發生時才會介入；但危險犯卻是在法益尚未被侵害時就提前動用刑罰權，因此採取此種立法形式者，所保護之法益必然相當重大且可能造成難以回復的損害，否則將有過度前置化刑罰的發動之嫌，其大多為侵害國家法益或社會法益之犯罪，例如放火罪、决水罪及叛國罪等等。
雖然同樣採用提前處罰的立法技術，但「危險犯」和「未遂犯」並不是相同的概念。危險犯的設計旨在保護特定重大法益的犯罪，並非所有的犯罪皆適用；但未遂犯可以是針對任何類型的犯罪，其應罰性基礎除了客觀上的法益危害之外，也考慮到行為人主觀上的法秩序敵對意識。
在學理上，危險犯大致分可為分為兩種類型：
- 抽象危險犯（abstraktes Gefährdungsdelikt）：

如果立法者判斷在特定情形下，犯罪行為的實施已經對保護法益造成重大而立即的危險，刑法若不於此時出手，將有極高的機率造成法益侵害的實際結果發生，稱作「抽象危險」。由於危險是立法者依據經驗法則判定的，因此一旦行為符合該罪的構成要件，即宣告該當本罪。
- 具體危險犯（konkretes Gefährdungsdelikt）：

相較於抽象危險，某些情形中犯罪行為是否對法益造成重大立即的危險，並無法根據經驗法則直接擬制，需交由法官事後判斷，這種將裁量權交給司法权的處罰形式即稱作「具體危險犯」，通常在構成要件中會有留待司法判斷的條款（例如「致生公共危險之虞者」），由法官判定是否有「具體危險」存在。
德国及臺灣學界另外還有主張介於抽象危險犯與具體危險犯之間的「適性犯」或「抽象危險具體犯」，主張透過該類型的設計對抽象危險犯起到節制的作用，避免刑罚過早發動。

## 區別
在刑法学上，「危險犯 vs. 實害犯」的概念很容易與另一組「行為犯（abstract crime of danger；crimes constituted by abstract endangerment of legal interests） vs. 結果犯（concrete crime of danger；crimes constituted by concrete endangerment of legal interests）」的概念搞混。前者實為立法技術的一種，著重於是否要等待法益被實際侵害才處罰；後者則僅是犯罪的態樣，用以區分該構成要件行為是否包含危害結果的發生。

## 腳註

### 來源資料
1. ↑  李聖傑. . 法務通訊. 2019-11-01, (第2977期): 第3-6版  [2022-08-11]. （原始内容存档于2022-08-11） –月旦法學資料庫.

## 外部連結
- 论刑法中危险犯的概念与分类 （页面存档备份，存于）
- 何謂「抽象危險犯」 （页面存档备份，存于）
- 超級比一比：誰最危險？！ （页面存档备份，存于）